# Toyota Esquire

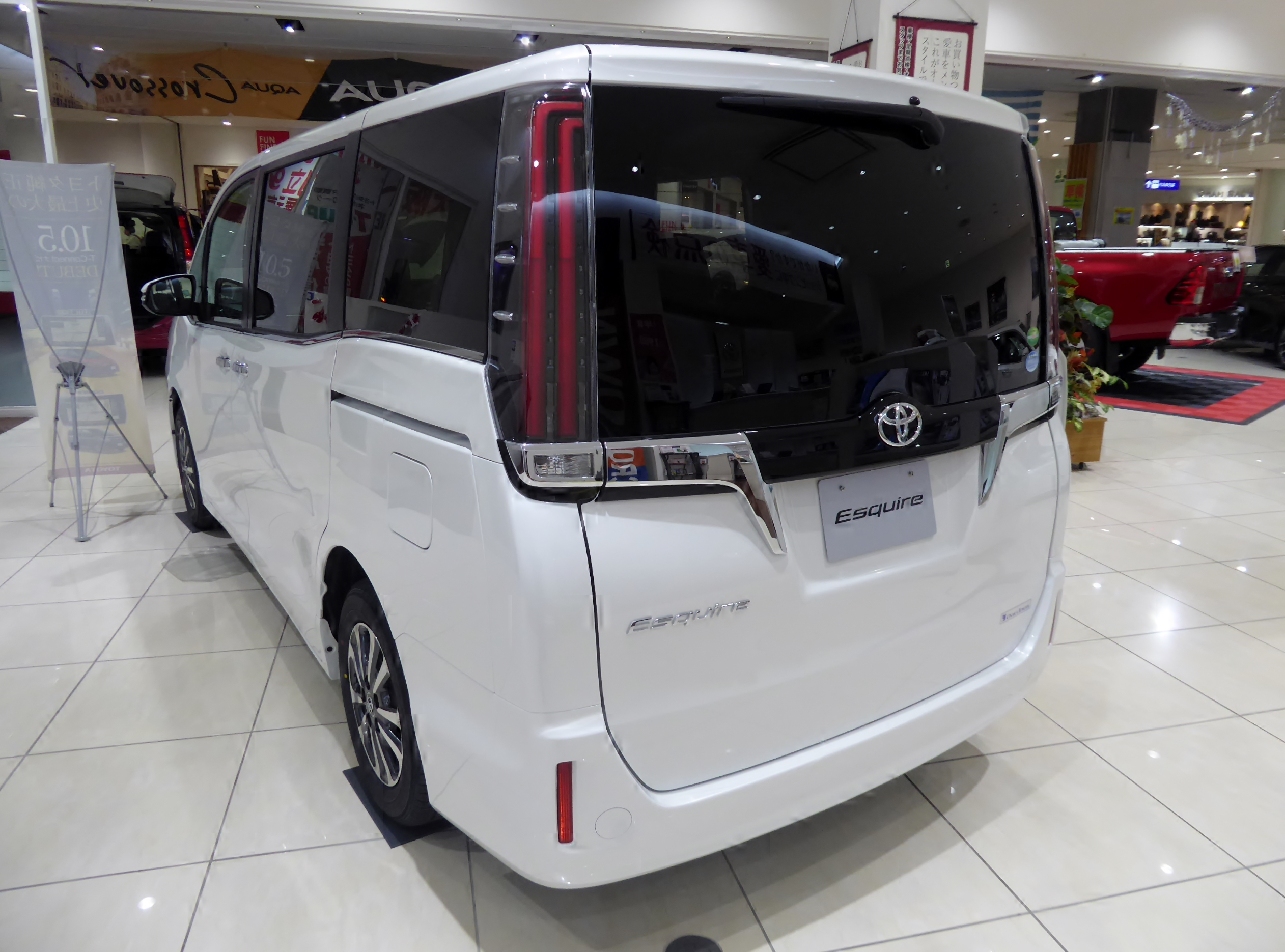
Вид сзади

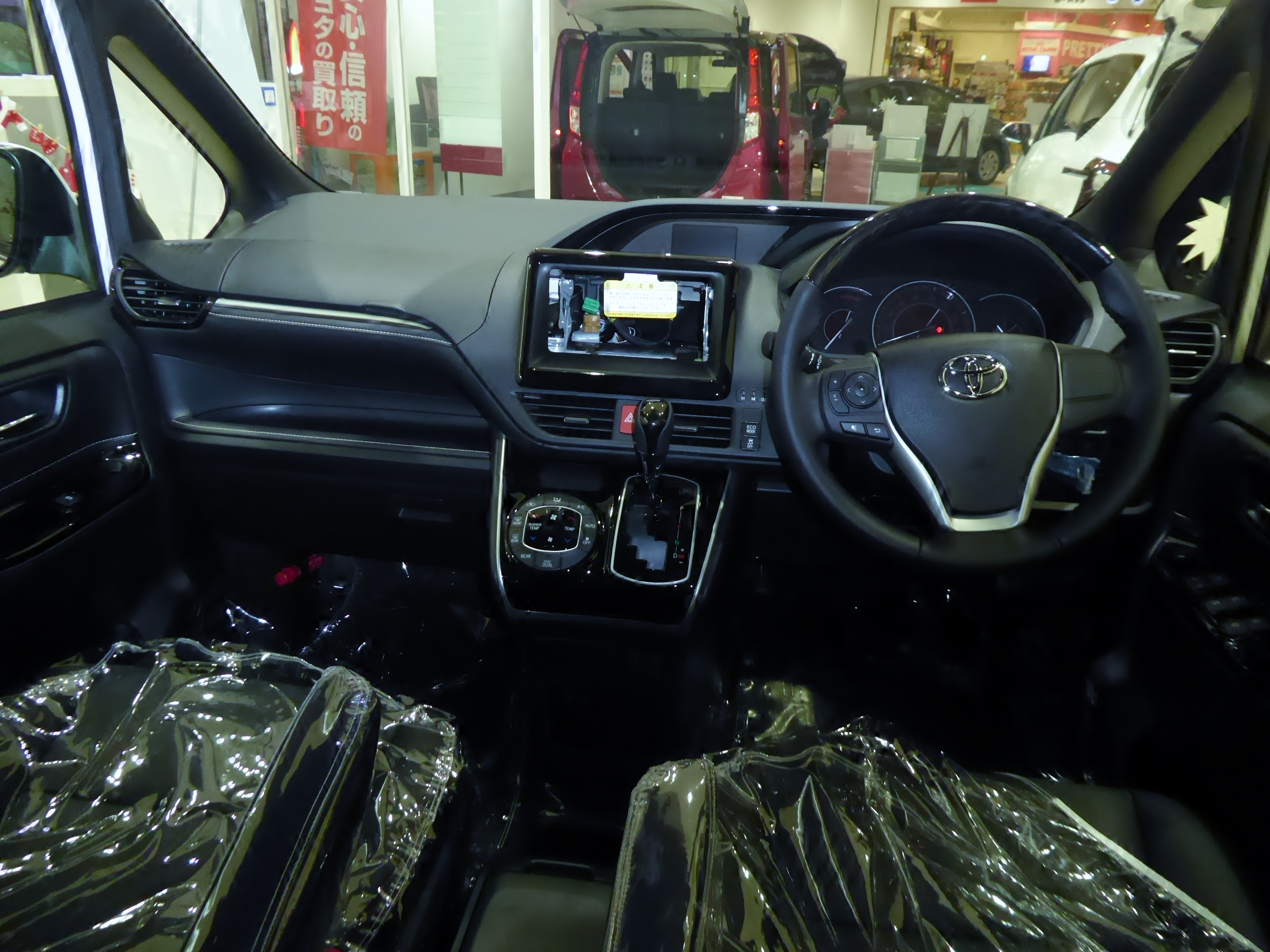
Интерьер

Toyota Esquire (トヨタ・エスクァイア) — гибридный минивэн на базе Toyota Noah, выпускавшийся компанией Toyota Motor Corporation с октября 2014 по январь 2022 года.

## Описание
Toyota Esquire является первым автомобилем компании Toyota с системой «старт-стоп». В то же время Esquire стал первым автомобилем со сдвижными дверями, открывающимися в одно касание. Сам Esquire является люксовым вариантом Toyota Noah.
В стандартную комплектацию входил пакет опций Aero Body, которые увеличивают длину на 100 мм. Также в комплектацию входили мультимедийная система Toyota T-Connect и система безопасности Toyota Safety Sense C. 3 июля 2017 года автомобиль прошёл рестайлинг.

## Галерея

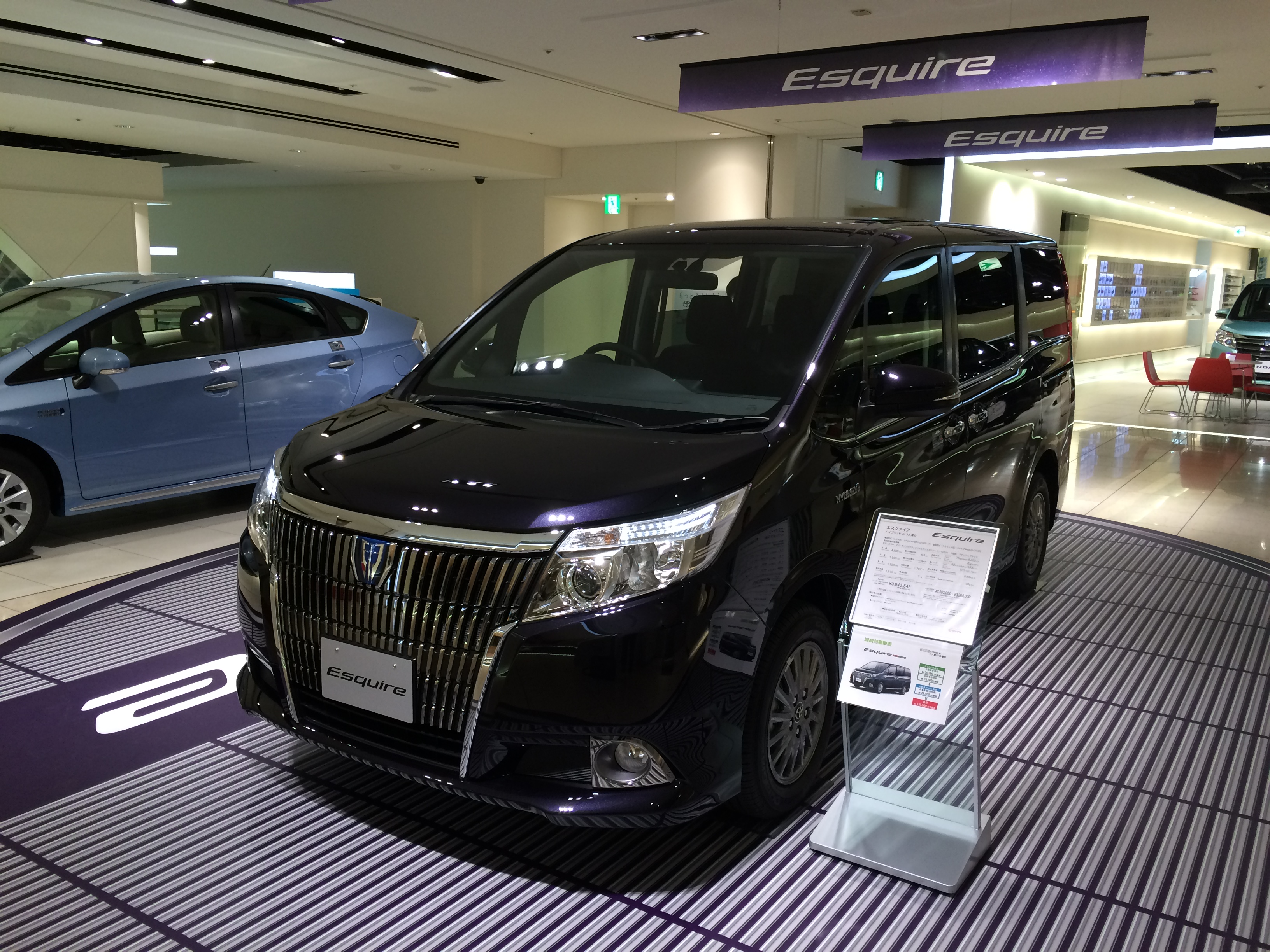
Вид спереди
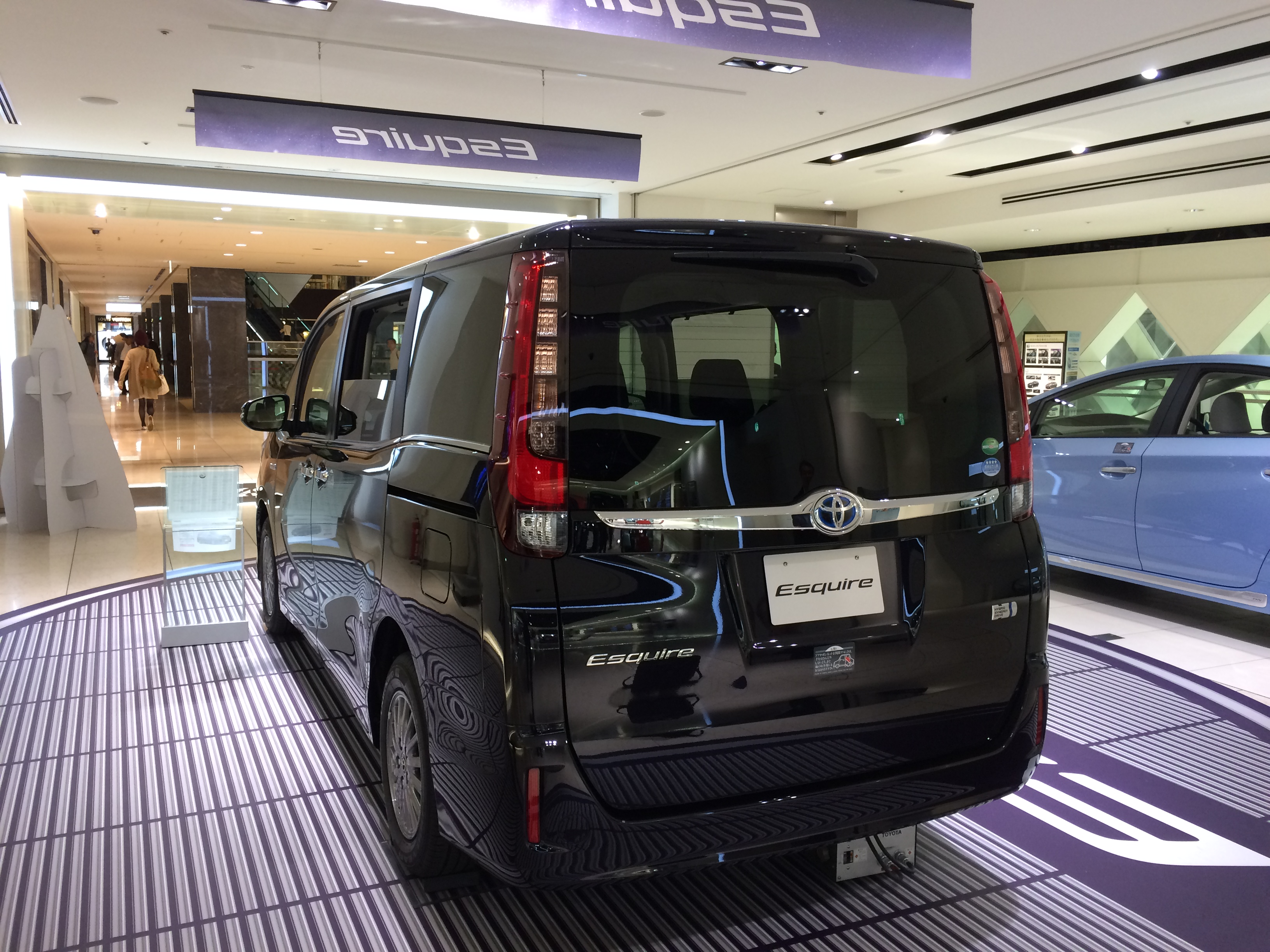
Вид сзади
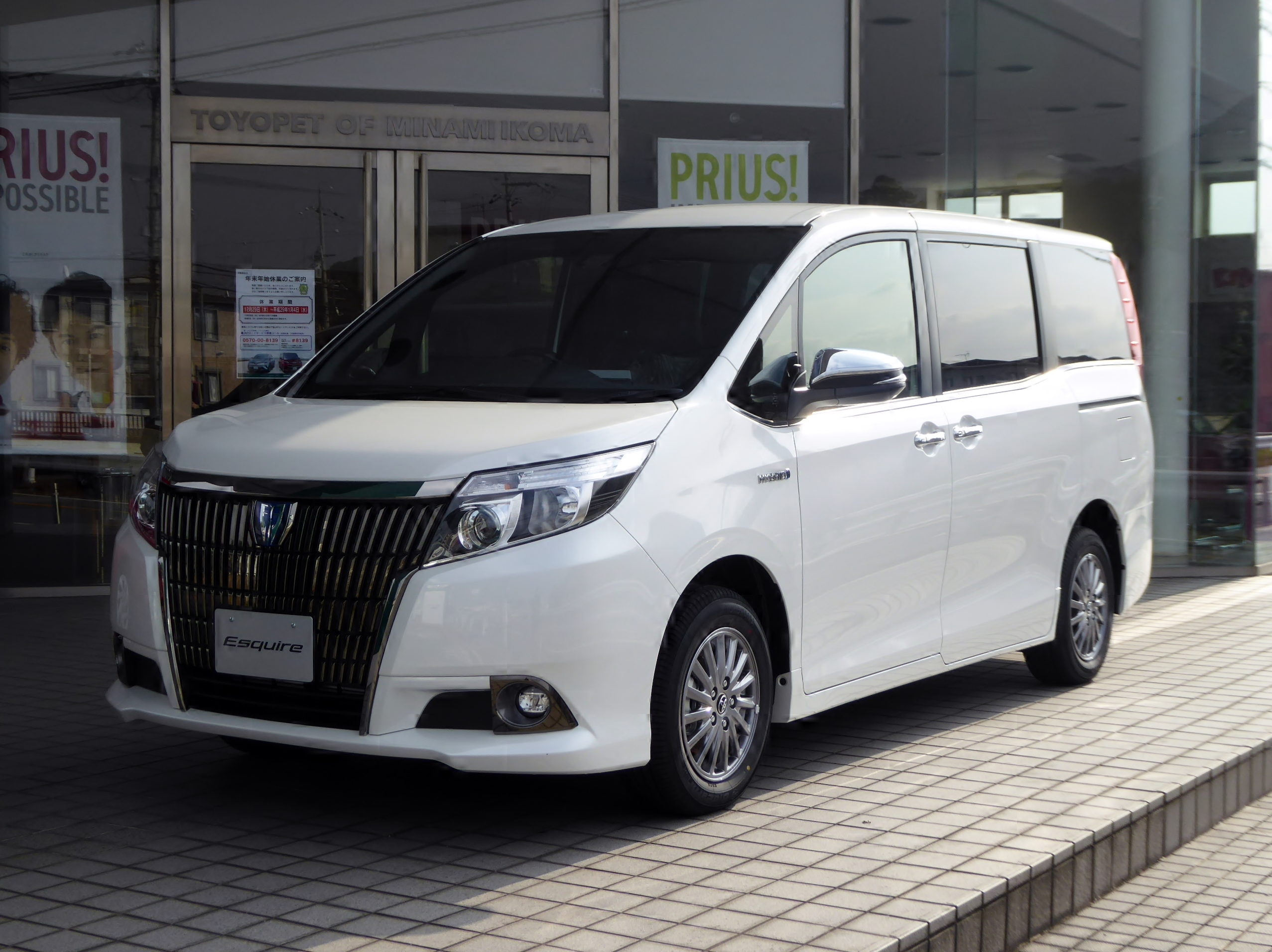
HYBRID Gi Black-Tailored
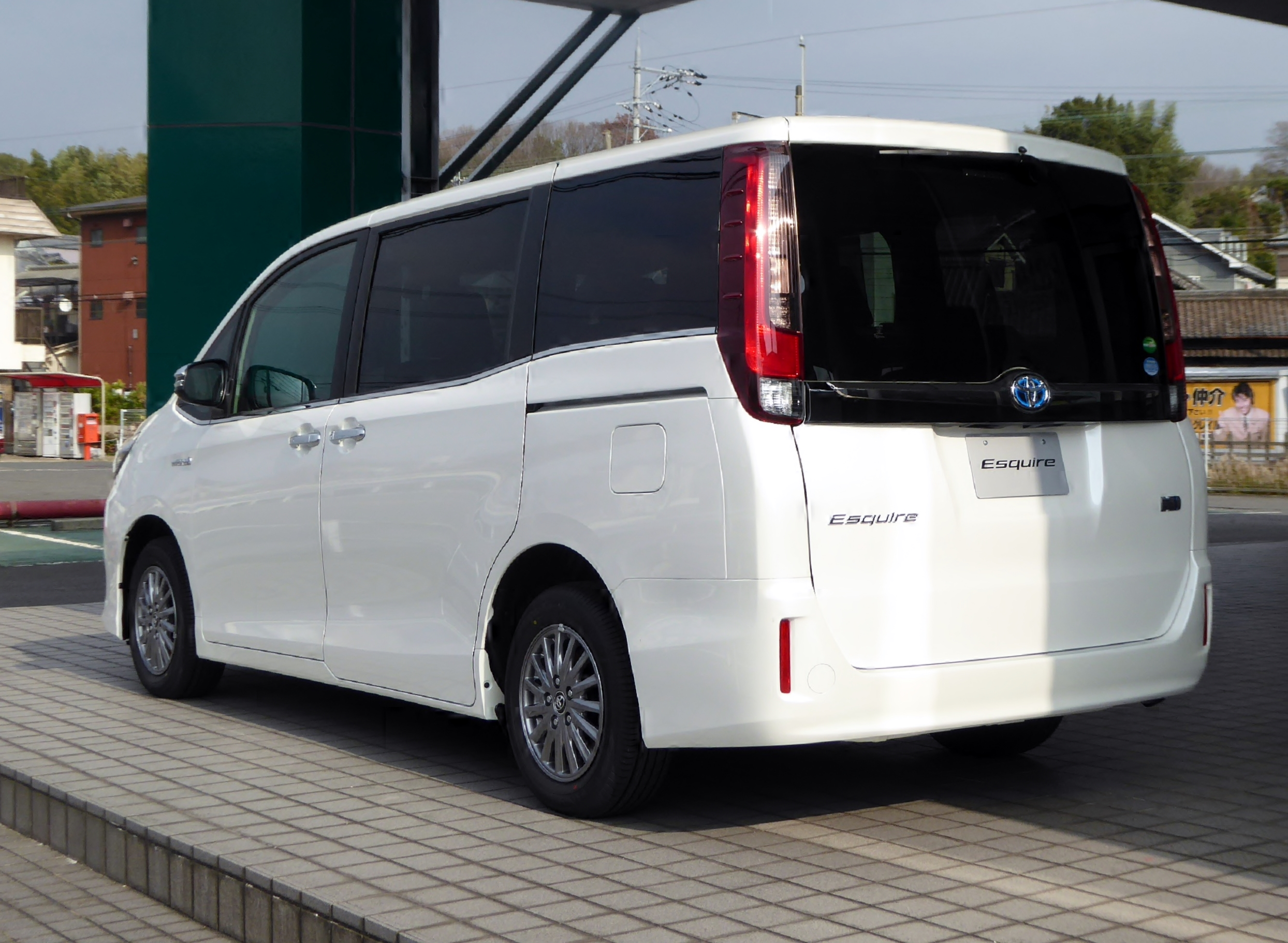
HYBRID Gi Black-Tailored
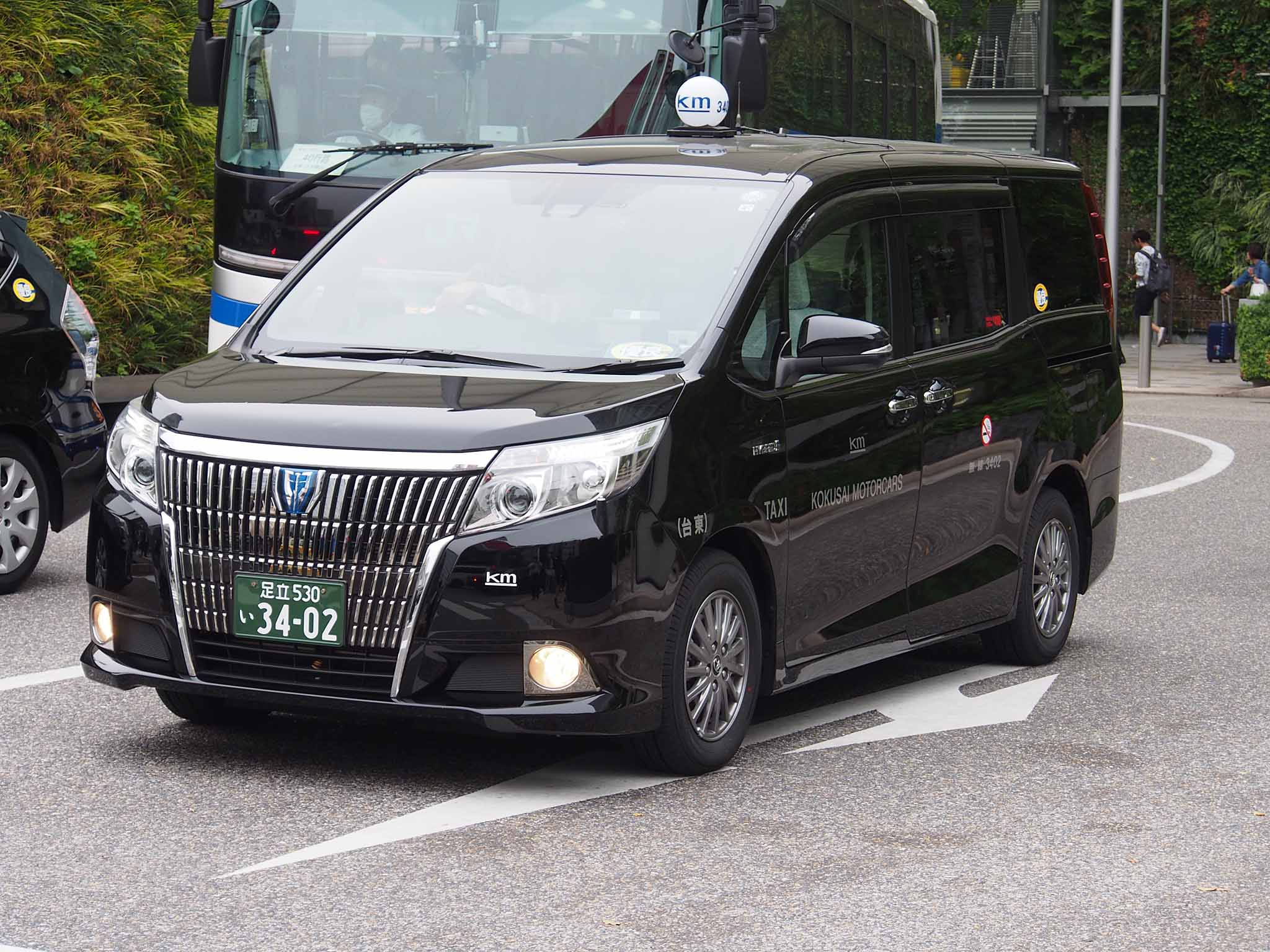
Рестайлинг автомобиля